# Uganda en los Juegos Paralímpicos
Uganda en los Juegos Paralímpicos está representada por el Comité Paralímpico Nacional de Uganda, miembro del Comité Paralímpico Internacional.
Ha participado en diez ediciones de los Juegos Paralímpicos de Verano, su primera presencia tuvo lugar en Heidelberg 1972. El país ha obtenido dos medallas en las ediciones de verano, una de plata y una de bronce, ambas logradas por David Emong en atletismo.
En los Juegos Paralímpicos de Invierno ha participado en dos ediciones, siendo Örnsköldsvik 1976 su primera aparición en estos Juegos. El país no ha conseguido ninguna medalla en las ediciones de invierno.

## Medallero

### Por edición
| Evento              | Oro | Plata | Bronce | Total |
| ------------------- | --- | ----- | ------ | ----- |
| Heidelberg 1972     | 0   | 0     | 0      | 0     |
| Toronto 1976        | 0   | 0     | 0      | 0     |
| 1980 – 1992         | –   | –     | –      | –     |
| Atlanta 1996        | 0   | 0     | 0      | 0     |
| Sídney 2000         | 0   | 0     | 0      | 0     |
| Atenas 2004         | 0   | 0     | 0      | 0     |
| Pekín 2008          | 0   | 0     | 0      | 0     |
| Londres 2012        | 0   | 0     | 0      | 0     |
| Río de Janeiro 2016 | 0   | 1     | 0      | 1     |
| Tokio 2020          | 0   | 0     | 1      | 1     |
| París 2024          | 0   | 0     | 0      | 0     |
| TOTAL               | 0   | 1     | 1      | 2     |

| Evento            | Oro | Plata | Bronce | Total |
| ----------------- | --- | ----- | ------ | ----- |
| Örnsköldsvik 1976 | 0   | 0     | 0      | 0     |
| Geilo 1980        | 0   | 0     | 0      | 0     |
| 1984 – 2022       | –   | –     | –      | –     |
| TOTAL             | 0   | 0     | 0      | 0     |

### Por deporte
Deportes de verano
| Evento    | Oro | Plata | Bronce | Total |
| --------- | --- | ----- | ------ | ----- |
| Atletismo | 0   | 1     | 1      | 2     |
| TOTAL     | 0   | 1     | 1      | 2     |